# Trust Motors
Trust Motors este o companie din România care se ocupă cu importul autovehiculelor marca Peugeot.
Compania este deținută de omul de afaceri Gheorghe Dolofan, care deține și dealerul auto din Cluj Napoca Eurial Invest.
În anul 2006, vânzarile totale ale Trust Motors au totalizat 13.119 unități, dintre care 10.512 autoturisme și 2.607 vehicule utilitare,
reprezentând 4,1% din piața de autoturisme și 4,4% din piața de autovehicule.
Trust Motors are o rețea de 20 dealeri care acoperă 37 de județe ale țării (februarie 2007).
Cifra de afaceri:
- 2008: 170 milioane Euro[3]
- 2007: 230 milioane euro[3]

Venit net:
- 2007: 18,6 milioane euro[3]